# 晴れ時々スローんちゅ
『晴れ時々スローんちゅ』（はれときどきスローんちゅ）は南海日日新聞生活面に隔週で連載中の、喜界島（鹿児島県大島郡喜界町）での滞在記。著者は高橋伸弥（ルポライター）。タイトルは、著者本人の造語「スロー人」（方言の読み方でスローんちゅ）から、命名したという。2005年4月1日連載開始。